# Castle Tioram

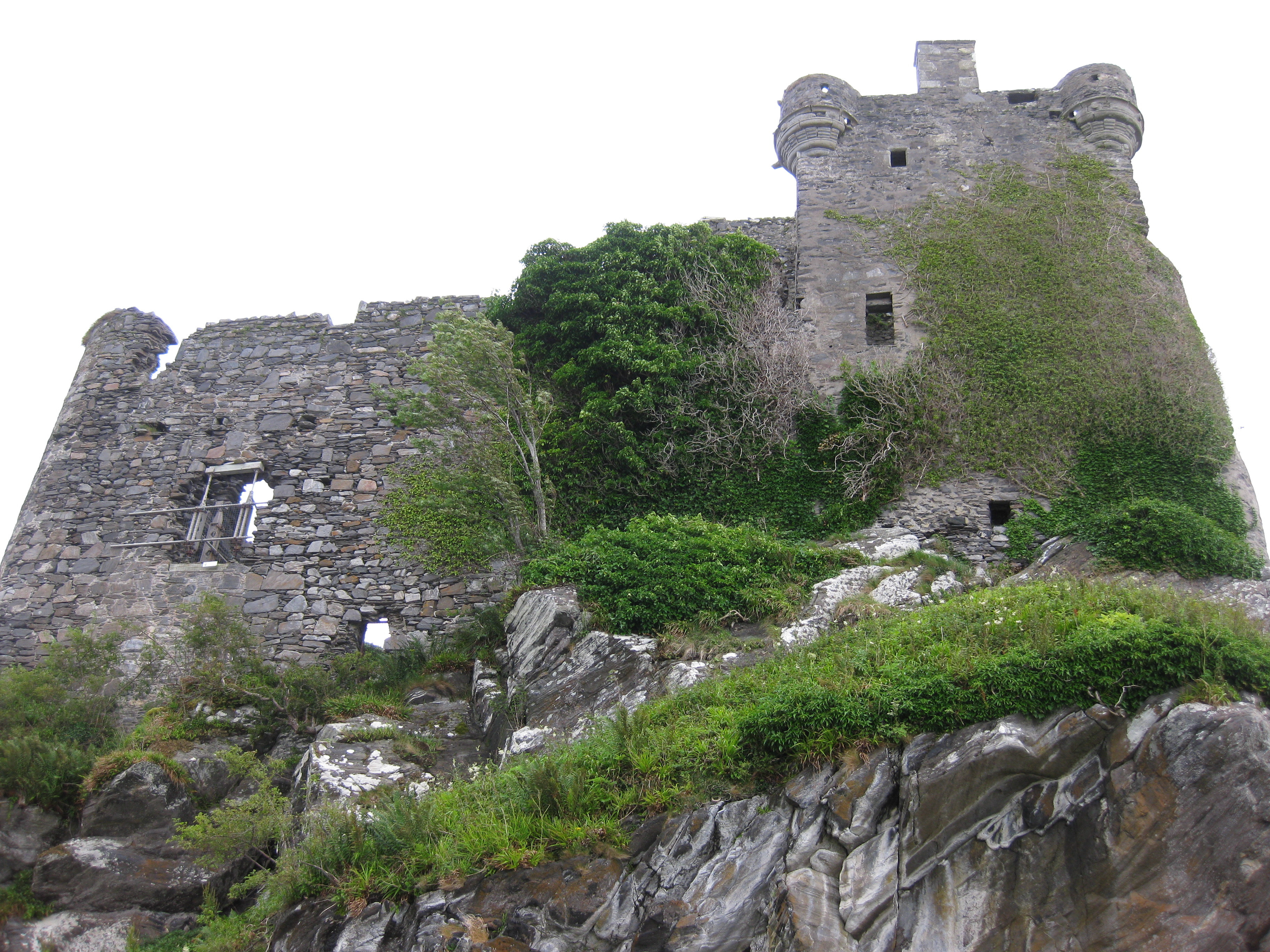
Blick auf Castle Tioram von der Seeseite

Castle Tioram ([t͡ʃiːɹəm]: sprich Tschi-ram, aus dem schottisch-gälischen Caisteal Tioram, was in etwa trockene Burg bedeutet) ist eine Burgruine am Loch Moidart, Lochaber, Highlands, Schottland, die auf einem schmalen Landstück liegt, das bei Flut die Gezeiteninsel Eilean Tioram bildet. Es liegt westlich von Acharacle, ungefähr 80 km von Fort William. Die Burg selbst befindet sich etwas abseits des offenen Atlantiks und kontrolliert den Zugang zum inneren Loch Moidart und zum Loch Shiel. Sie ist auf der Liste der national bedeutenden historischen Bauwerke Großbritanniens verzeichnet.

## Geschichte
Nach dem Tod von Somerled, dem Stammvater der MacDonalds, der im 12. Jahrhundert große Bereiche der schottischen Westküste und der vorgelagerten Inseln vereinigte, wurden seine Ländereien zwischen seinen Söhnen aufgeteilt. Moidart wurde Teil des Garmoran Land und im 14. Jahrhundert an Christina of Mar vererbt. Die Burg selbst wurde ohne Unterbrechung von 14 Oberhäuptern des Clans von Clanranald bewohnt. Einen Nachweis für eine Befestigung an dieser Stelle zu der Zeit liefert eine Erwähnung, in der Arthur Campbell Ländereien für den Dienst von zwanzig Langschiffen überlassen wurden.
Später wurde es traditioneller Sitz des schottischen Clans MacDonald von Clanranald, eines Zweigs des Clans Donald. Castle Tioram wurde um 1692, dem Jahr des Massakers von Glencoe von Truppen König Wilhelms III. von England besetzt, während Clanchef Allan of Clanranald am Hof der Jakobiten in Frankreich weilte, obwohl er der britischen Krone die Treue geschworen hatte. Bis zum Jakobitenaufstand von 1715 war in der Anlage eine kleine Garnison stationiert. In jenem Jahr eroberte Allan die Burg zurück und steckte sie in Brand, angeblich damit sie nicht erneut in die Hände der königlichen Truppen falle. Seitdem blieb die Burg unbewohnt. Allerdings gibt es Stimmen, die behaupten, dass sie auch danach gelegentlich benutzt wurde, z. B. während der Entführung von Lady Grange, und dass sie auch als Waffenlager von De Tuillay im Aufstand der Jakobiten 1745 gedient habe.

## Aufbau
Die äußere Mauer wird auf das 13. Jahrhundert datiert, während der Turm und die inneren Gebäude Konstruktionen des 15. bis 17. Jahrhunderts sind. Amy Macruarie erweiterte die Burg im 14. Jahrhundert. Zu jener Zeit bestand das Gebäude aus einer fünfeckigen Ringmauer mit darin angeordneten Holzhäusern. Die Ringmauer mit dem Tonnengewölbe als Eingang ist typisch für andere Bauten des 13. Jahrhunderts an der schottischen Westküste. Das Mauerwerk besteht hauptsächlich aus lokalem Moine-Schiefer in verschiedenen Größen und Formen, dazwischen befinden sich kleinere Steine, alles durch Kalkmörtel verbunden.
Klare horizontale Linien im Mauerwerk zeigen saisonale Brüche in der Konstruktion und sind besonders gut auf der nordöstlichen Seite sichtbar. Die Mauern besitzen abgerundete Ecken und wurden auf natürlichem Fels ohne Fundament gegründet. An mehreren Stellen auf der Ostseite sind Hohlräume zwischen dem unteren Teil der Mauern und dem Boden vorhanden. Ebenso wurde Gestein, das nicht aus der Region stammt, wie Schiefer, in den Wänden und Entwässerungsdurchführungen verwendet. Die ursprüngliche Fassade weicht möglicherweise auf der südwestlichen Seite, wo ein Teil der Mauer seltsam abgewinkelt ist, von der heutigen ab. Dies könnte auf eine Reparatur nach einem Einsturz deuten.
Eine rechteckige, nachträglich geschlossene Fläche beschreibt die Position eines seitlichen Zugangs im östlichen Abschnitt der Mauer. Zwei Löcher darunter haben Hölzer für eine Plattform und Stufen zur Tür gehalten. Der Zugang hat entweder zu einem frühen Zeitpunkt bestanden oder ist nachträglich hinzugefügt worden, war aber sicherlich im späten 17. Jahrhundert, als ein Backofen gegen das Innere dieses Teils der Mauer gebaut wurde, bereits versperrt.

## Heutiger Zustand

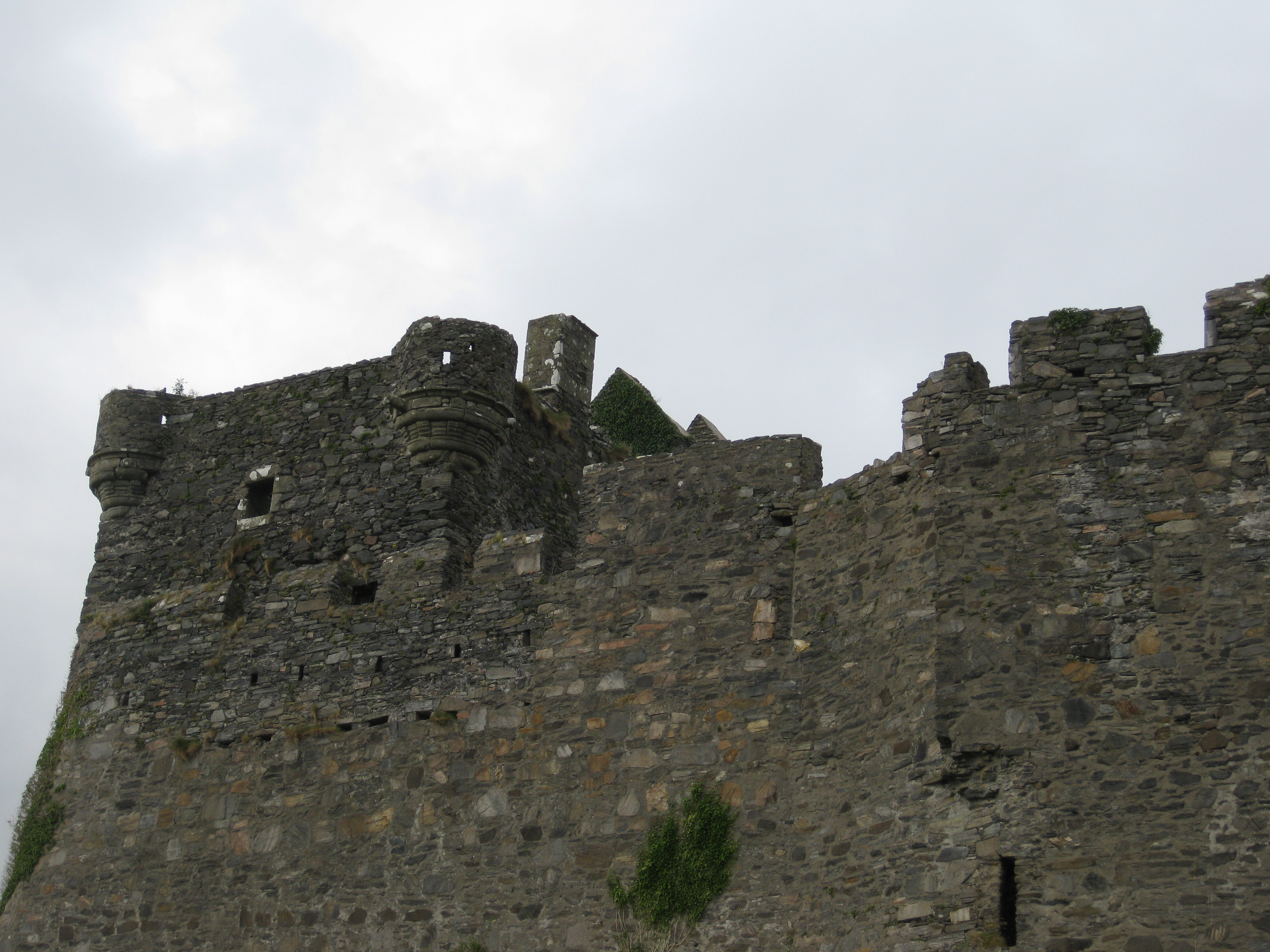
Oberer Teil der Burg

Derzeit (2024) ist die Burg in extrem schlechtem Zustand und wurde auf Antrag des Highland Council im Jahr 1998 für die Öffentlichkeit geschlossen. Im Jahr 2000 stürzte ein größeres Stück der nordwestlichen Mauer ein.
Im Jahr 1997 wurden kontrovers diskutierte Vorschläge des neuen Eigners Lex Brown (Anta Estates), die Burg zu restaurieren, bekannt. Er erhielt zunächst eine Baugenehmigung des Highland Council. Die Pläne beinhalteten den Bau eines Clan Centers (Museum) und von Appartements und sollten öffentlichen Zugang gewähren. Die staatliche Organisation Historic Scotland zog ihre Zustimmung zurück, nachdem eine lokale öffentliche Befragung in Acharacle stattgefunden hatte.
Die Royal Commission on the Ancient and Historic Monuments in Scotland (RCAHMS) bewahrt ein Archiv von Forschungsunterlagen, Zeichnungen und Fotografien, die von den derzeitigen Eigentümern übergeben wurden. Die Burg kann bei Ebbe zu Fuß über einen Damm erreicht werden. Das Mauerwerk gilt als einsturzgefährdet; deshalb darf die Burg nicht betreten werden.